# Erioptera (Mesocyphona) aglaia
Erioptera (Mesocyphona) aglaia is een tweevleugelige uit de familie steltmuggen (Limoniidae). De soort komt voor in het Neotropisch gebied.